# Catagramma hystaspes
Catagramma hystaspes är en fjärilsart som beskrevs av Fabricius 1781. Catagramma hystaspes ingår i släktet Catagramma och familjen praktfjärilar. Inga underarter finns listade i Catalogue of Life.